# Porcellanopagurus filholi
Porcellanopagurus filholi är en kräftdjursart som beskrevs av de Saint Laurent och McLaughlin 2000. Porcellanopagurus filholi ingår i släktet Porcellanopagurus och familjen eremitkräftor. Inga underarter finns listade i Catalogue of Life.